# Wydział Filologiczny Uniwersytetu w Białymstoku
Wydział Filologiczny Uniwersytetu w Białymstoku – jeden z piętnastu wydziałów Uniwersytetu w Białymstoku.

## Kierunki studiów
- filologia angielska
- filologia białoruska
- filologia rosyjska
- filologia rosyjska z jęz. angielskim
- filologia francuska
- filologia polska
- informacja naukowa i bibliotekoznawstwo
- kulturoznawstwo

## Władze Wydziału
W kadencji 2024–2028:
| Stanowisko                                        | Imię i nazwisko                       |
| ------------------------------------------------- | ------------------------------------- |
| Dziekan                                           | prof. dr hab. Jarosław Mariusz Ławski |
| Prodziekan ds. strategii rozwoju                  | prof. dr hab. Violetta Wejs-Milewska  |
| Prodziekan ds. dydaktycznych                      | dr Beata Wyszyńska                    |
| Prodziekan ds. nauki i współpracy międzynarodowej | dr Beata Piecychna                    |

## Struktura organizacyjna
| Katedra                                              | Kierownik                             |
| ---------------------------------------------------- | ------------------------------------- |
| Katedra Badań Filologicznych „Wschód – Zachód”       | prof. dr hab. Jarosław Mariusz Ławski |
| Katedra Badań Porównawczych i Edytorstwa             | prof. dr hab. Kamila Budrowska        |
| Katedra Filologicznych Badań Interdyscyplinarnych    | prof. dr hab. Violetta Wejs-Milewska  |
| Katedra Językoznawstwa Porównawczego i Stosowanego   | prof. dr hab. Elżbieta Awramiuk       |
| Katedra Językoznawstwa Slawistycznego                | prof. dr hab. Lilia Citko             |
| Katedra Literatur Anglojęzycznych                    | prof. dr hab. Grzegorz Moroz          |
| Katedra Modernizmu Europejskiego i Badań Kulturowych | prof. dr hab. Jolanta Sztachelska     |
| Katedra Stylistyki i Lingwistyki Antropologicznej    | prof. dr hab. Urszula Sokólska        |
| Katedra Współczesności i Tradycji Literackiej        | prof. dr hab. Dariusz Kulesza         |